# Rio Suaçuí Pequeno
O rio Suaçuí Pequeno é curso de água do estado de Minas Gerais, Brasil. Nasce no município de Peçanha e percorre cerca de 150 km, atravessando os municípios de Coroaci e Governador Valadares, até desaguar no rio Doce, neste município.